# Resultados do Carnaval de São Paulo em 1979
Esta página contém os resultados do Carnaval de São Paulo em 1979.

## Escolas de samba

### Grupo 1
Os desfiles do Grupo 1 ocorrerão no dia 25 de fevereiro de 1979.
Classificação
| Legenda: Campeã Rebaixada |

| Col. | Escola                    | Enredo                                      | Pontos |
| ---- | ------------------------- | ------------------------------------------- | ------ |
| 1    | Camisa Verde e Branco     | Almôndegas de Ouro                          | 96,0   |
| 2    | Mocidade Alegre           | A Revolta dos Malês                         | 96,0   |
| 3    | Nenê de Vila Matilde      | Treze, Rei, Patuá                           | 95,0   |
| 4    | Vai-Vai                   | Festa de um Povo em Sonho e Fantasia        | 93,0   |
| 5    | Pérola Negra              | Carnaval, Intrigas e Opiniões               | 88,0   |
| 6    | Rosas de Ouro             | Conversando Com as Flores                   | 84,0   |
| 7    | Barroca Zona Sul          | Do jeito que o Rei mandou                   | 80,0   |
| 8    | Paulistano da Glória      | Destino Marcado                             | 79,0   |
| 9    | Unidos do Peruche         | Abertura dos Portos                         | 79,0   |
| 10   | Imperador do Ipiranga     | Homenagem em Forma de Samba - Sílvio Santos | 77,0   |
| 11   | Império do Cambuci        | Lagoa Santa, uma Visão do Paraíso           | 71,0   |
| 12   | Cabeções de Vila Prudente | Década de Ouro                              | 59,0   |

### Grupo 2
Os desfiles do Grupo 2 ocorrerão no dia 26 de fevereiro de 1979.
Classificação
| Legenda: Promovida Rebaixada |

| Col. | Escola                      | Enredo                                       | Pontos |
| ---- | --------------------------- | -------------------------------------------- | ------ |
| 1    | Príncipe Negro              | O Ajuricaba Filho da Amazônia                | 84,0   |
| 2    | Acadêmicos do Ipiranga      | Festas Populares da Bahia                    | 79,0   |
| 3    | Filhotes da X-9             | Tia Inês, Minha Querida Madrinha             | 74,0   |
| 4    | Tom Maior                   | A Lavagem do Bonfim - a Maior Festa Baiana   | 72,0   |
| 5    | Flor da Vila Dalila         | Homenagem ao Rei da Voz                      | 70,0   |
| 6    | Falcão do Morro Itaquerense | Alma Sonora Brasileira - Maestro Villa Lobos | 69,0   |
| 7    | Morro da Casa Verde         | Folguedos de uma Raça                        | 69,0   |
| 8    | Unidos de Vila Maria        | Estou falando de Brasil                      | 68,0   |
| 9    | Acadêmicos do Tatuapé       | Embu no Tempo da Assombração                 | 63,0   |
| 10   | Renascença da Lapa          | A Fé de Deus Com Alegria                     | 38,0   |
| 11   | Império Lapeano             | Datas Imortais                               | 17,0   |
| 12   | Flor Azul dos Marujos       | Festa dos Orixás                             | -65,0  |

### Grupo 3
Os desfiles do Grupo 3 ocorrerão no dia 24 de fevereiro de 1979.
Classificação
| Legenda: Promovida Rebaixada |

| Col. | Escola                     | Enredo                                            | Pontos |
| ---- | -------------------------- | ------------------------------------------------- | ------ |
| 1    | Colorado do Brás           | Esse Brás Menino                                  | 78,0   |
| 2    | Águia de Ouro              | Brasil, Paraíso Original                          | 75,0   |
| 3    | Acadêmicos do Tucuruvi     | Viagem nas Cores (Cecília Meireles)               | 74,0   |
| 4    | Primeira de Vila Carolina  | Exaltação à Natureza                              | 69,0   |
| 5    | Prova de Fogo              | E o Vento Levou                                   | 67,0   |
| 6    | Passo de Ouro              | Nelson Cavaquinho, Poeta do Povo                  | 65,0   |
| 7    | Fio de Ouro                | Dorival Caimi, Poeta de São Salvador              | 63,0   |
| 8    | Aristocratas do Tucuruvi   | O Folclore e o Negro nas Obras de Monteiro Lobato | 62,0   |
| 9    | Flor da Penha              | Os Filhos do Sol Nascente                         | 61,0   |
| 10   | Primeira do Itaim Paulista | Aquarela de Ari Barroso                           | 54,0   |
| 11   | Corujas de Vila Esperança  | Ismael Silva - O Cancioneiro do Estácio de Sá     | 42,0   |
| 12   | Lavapés                    | Bahia e Suas Tradições                            | -32,0  |

### Grupo 4
Classificação
| Legenda: Promovida Desclassificada |

| Col. | Escola                                    | Enredo                                 | Pontos |
| ---- | ----------------------------------------- | -------------------------------------- | ------ |
| 1    | Levanta Poeira                            | Dorival Caymmi                         | 75,0   |
| 2    | Mocidade Independe da Zona Norte          |                                        | 68,0   |
| 3    | Estrela de Prata                          | Cinderela da Favela                    | 61,0   |
| 4    | Ermelinense                               | Exaltação à Goméia                     | 58,0   |
| 5    | Imperiais do Real Parque                  | Manoel da Nóbrega                      | 56,0   |
| 6    | Unidos do Bom Retiro                      | Iemanjá, Dona dos Mares e dos Saveiros | 54,0   |
| 6    | Dragões de Vila Alpina                    | As Estações do Ano                     | 54,0   |
| 7    | Unidos da Galvão Bueno                    | Recordações dos Antigos Carnavais      | 52,0   |
| 8    | Cachoeira Império do Samba                | Festa Para o Rei Congo                 | 51,0   |
| 9    | Uirapuru da Mooca                         | Samba da Integração                    | 49,0   |
| 10   | Diplomatas de São Miguel                  | Exaltação a Jacob do Bandolim          | 39,0   |
| 11   | Caprichosos da Liberdade                  | Arrelia, o Rei da Brincadeira          | 37,0   |
| 12   | Princesa da Saúde                         | Festa Para o Povo do Mar               | 35,0   |
| 13   | Independentes do Jardim Miriam            |                                        | 31,0   |
| 14   | Primeira de Santo Estevão                 | Os Primeiros Bailes de Máscaras        | -56,0  |
| —    | Garotos da Chácara Santo Antônio          |                                        | --     |
| —    | São Paulo Zona Sul                        | Nos Tempos dos Meus Avós               | --     |
| —    | Imperatriz Leopoldina                     | Exaltação à Natureza                   | --     |
| —    | Estrela Brilhante                         |                                        | --     |
| —    | Mocidade Independente do Lauzane Paulista |                                        | --     |

## Blocos
Classificação